# Wilthener Weinbrennerei

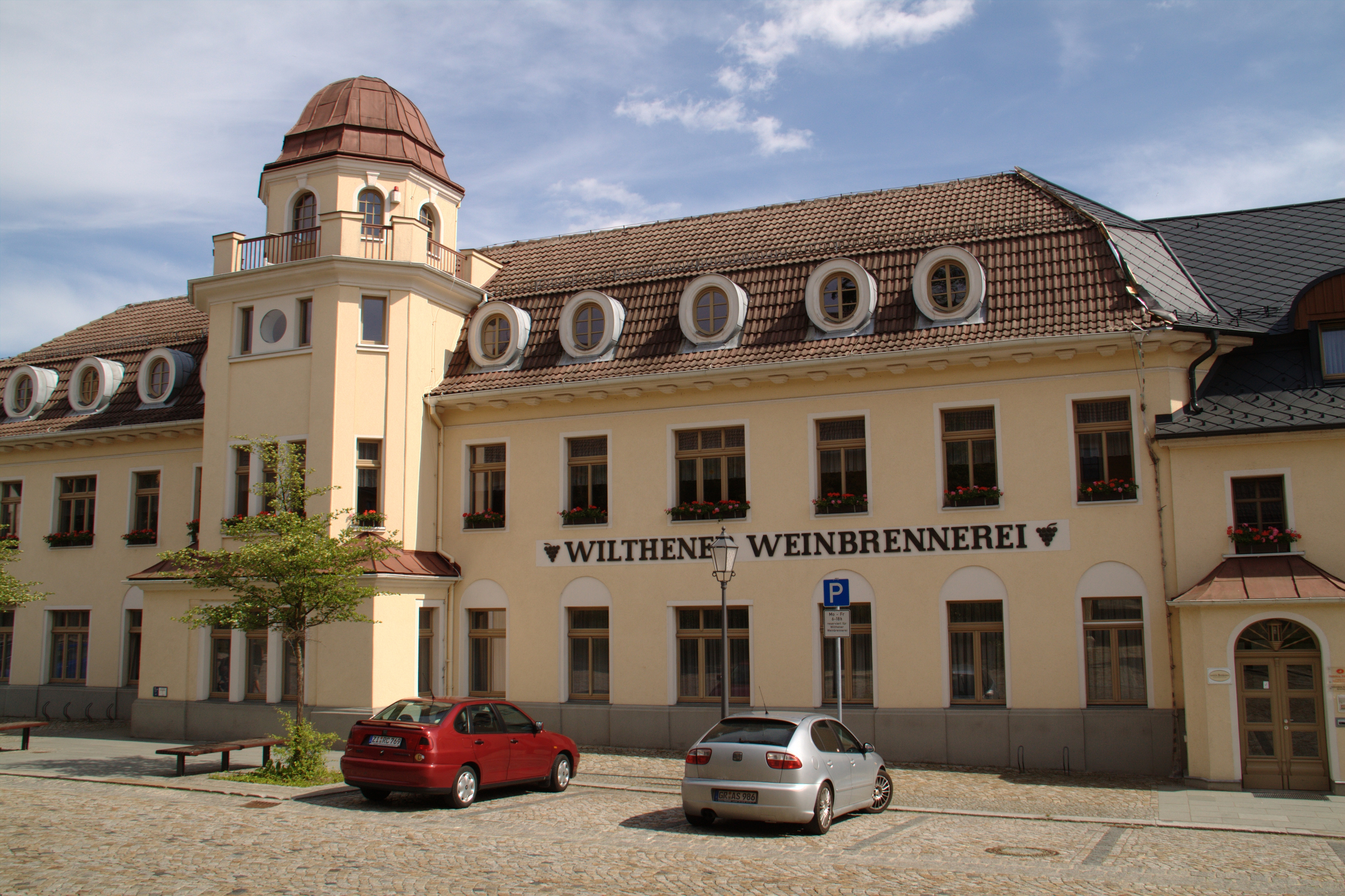
Die Wilthener Weinbrennerei im sächsischen Wilthen

Die Wilthener Weinbrennerei ist eine Brennerei in der sächsischen Stadt Wilthen. In dem 1842 von Christian Traugott Hünlich  gegründeten Unternehmen wurde unter der Leitung seines Sohnes Carl Albert Hünlich seit 1885 Weinbrand nach französischem Vorbild hergestellt; die Wilthener Weinbrennerei war damit Vorreiter in Deutschland. Die Brennerei gehört seit 1998 nach mehreren Eigentümerwechseln zur Hardenberg-Wilthen AG und produziert an dem Standort weiterhin Weinbrände und andere Spirituosen. Das Verwaltungsgebäude steht unter Denkmalschutz.

## Geschichte
Am 1. Mai 1842 pachtete Christian Traugott Hünlich die Rittergutsbrauerei des Domstifts Sankt Petri in Wilthen und produzierte dort unter der Firma C. T. Hünlich in Wilthen. Zunächst wurde nur Bier gebraut; 1885 wurde unter der Leitung seines Sohnes Carl Albert Hünlich eine Weinbrennerei errichtet und Weinbrand nach französischem Vorbild hergestellt. Carl Albert Hünlich gilt demnach als Begründer des deutschen Weinbrands. Die Fabrik wuchs und produzierte im Jahr 1888 180.000 Liter gebrannten Wein. Im Jahr 1900 schickte Carl Albert Hünlich das damals größte Fass der Brennerei mit einem Volumen von 12.000 Liter zur Pariser Weltausstellung; es wurde danach als „Pariser Fass“ bezeichnet. Dort wurden seine Produkte mit Gold- und Silbermedaillen ausgezeichnet.
Der Gattungsbegriff „Weinbrand“, der 1907 beim Kaiserlichen Reichspatentamt eingetragen wurde, ist eine gemeinsame Entwicklung des Unternehmensverbands Deutscher Cognac-Brennereien für die Spirituose in Deutschland. Carl Albert Hünlich war 20 Jahre bis zu seinem Tod Vorsitzender dieses Verbands.
Im Jahr 1917 wurde das Unternehmen als C. T. Hünlich Aktiengesellschaft in das Handelsregister eingetragen. Die Unternehmensleitung teilten sich Fritz und Rudolf Hünlich.
Nach dem Ersten Weltkrieg war der Name Cognac laut dem Friedensvertrag von Versailles nur noch französischen Erzeugnissen vorbehalten, daher wurde in Deutschland die Bezeichnung Weinbrand benutzt. Das Unternehmen musste sich von Militärlieferungen auf die Versorgung der Gastronomie umstellen und geriet in wirtschaftliche Schwierigkeiten, die durch die Inflation in den Jahren 1919 bis 1923 noch verschärft wurden. Es kam zu Kooperationen zwischen den Branntweinbrennereien; Hünlich schloss sich mit dem Unternehmen Winkelhausen zu einer Interessengemeinschaft zusammen. 1930 fusionierten die beiden Unternehmen zur Winkelhausen-Hünlich-Weinbrennereien AG. Doch auch sie schaffte den wirtschaftlichen Durchbruch nicht. Weiteres Kapital kam vom solventen Rückforth-Konzern in Stettin, der 1931 die angeschlagene Winkelhausen-Hünlich-Weinbrennereien AG übernahm und deren Sitz nach Stettin verlegte. Doch schon einige Zeit später wurde in Wilthen als Tochtergesellschaft die C. T. Hünlich Weinbrennerei GmbH gegründet. Der Unternehmer Rudolf Müller-Rückforth wurde mit 76 Prozent Hauptgesellschafter der GmbH, 24 Prozent der Geschäftsanteile hielt Christian Hünlich, der die Geschäftsleitung übernahm.
Im Zweiten Weltkrieg wurde wieder auf Militärbedarf umgestellt, und die Produktion für die Gastronomie kam fast zum Erliegen.
Im Sommer 1950 kam es zur Enteignung des Unternehmens durch die Behörden der DDR. Als Grund wurde eine nicht gemeldete Beteiligung der Familie Rückforth angegeben. Um der Verhaftung zu entgehen, floh Christian Hünlich nach Köln, wo das Unternehmen zeitweise eine Niederlassung zur Betreuung der rheinischen und westfälischen Kunden besaß. In einem anschließenden Schauprozess in Rostock wurde Christian Hünlich in Abwesenheit zu acht Jahren Zuchthaus verurteilt. Sein Vermögen wurde vollständig durch die Deutsche Demokratische Republik eingezogen, die Brennerei als VEB Weinbrand Wilthen fortgeführt. Von den 1980er Jahren bis 1990 war der Betrieb Teil des Kombinats Spirituosen, Wein und Sekt. Ab den 1950er Jahren wuchs der Ausstoß der Weinbrennerei. 1977 wurde im VEB Weinbrand Wilthen der Goldbranntwein kreiert, der später in Wilthener Goldkrone umbenannt wurde und inzwischen nur noch in Wilthen gebrannt wird.
Nach der politischen Wende im Osten Deutschlands wurde die Brennerei privatisiert und kam unter die Verwaltung der Treuhand. Diese gründete 1990 die Wilthener Weinbrennerei GmbH. 1992 erwarb die damalige Gräflich von Hardenberg’sche Kornbrennerei die Weinbrennerei mit allen Marken von der Treuhand. 1998 wurde das gemeinsame Unternehmen in Hardenberg-Wilthen AG umfirmiert. Bekannte Marken sind Wilthener Goldkrone und Wilthener Gebirgskräuter. Hatte die Brennerei nach 1990 noch 450 Mitarbeiter, sind es 2024 noch rund 85 Mitarbeiter.
In Wilthen wurde 2006 die Abfüllgemeinschaft Santa-Barbara GmbH von der Hardenberg-Wilthen AG und der Semper idem Underberg GmbH gegründet. Hier werden viele Produkte der Hardenberg-Wilthen AG gebrannt und abgefüllt. Bis 2009 wurde ein Teil der Produkte der Wilthener Weinbrennerei per Güterzug, dem sogenannten Schnapszug, nach Dresden ins Auslieferungslager transportiert.

## Baugeschichte
Die Wilthener Weinbrennerei liegt in der Mitte der Gemeinde Wilthen gegenüber der Kirche. Das Werksgelände erstreckt sich entlang des Butterwassers, das teilweise in Rohren das Werksgelände durchfließt. Im Süden begrenzt die Zittauer Straße das Gelände; hier steht auch die alte Direktorenvilla.
Das Verwaltungsgebäude mit westlich angrenzender Toreinfahrt mit Torbogen wurde in Front zum alten Rittergut und heutigen Sankt-Barbara-Platz erbaut. Es wurde in die Liste der Kulturdenkmale in Wilthen eingetragen.
In den 1920er Jahren wurden Teile der auf dem Flugplatz Dresden-Kaditz abgebauten Luftschiffhalle auf dem Gelände der Wilthener Weinbrennerei als Lagerhalle wiederaufgebaut.
In den 1970er Jahren wurde in Wilthen ein neues Heizwerk gebaut, das dem VEB Wilthener Weinbrand angegliedert wurde und den Betrieb versorgte. Nach der Wende trennte sich das Unternehmen vom Gemeinschaftsheizwerk und baute eine eigene Wärmeversorgung auf.